# История почты и почтовых марок Тосканы
История почты и почтовых марок Тосканы включает в себя домарочный период и период с 1851 года до 1860 года, когда Великое герцогство Тосканское, независимое итальянское государство, осуществило два выпуска почтовых марок, которые относятся к наиболее ценимым классическим маркам мира и включают самую ценную итальянскую почтовую марку.

## Домарочный период
Раннюю историю почты Тосканы можно проследить от частной службы доставки писем, работавшей в период между 1300 и 1400 годами.
В 1704 году великий герцог Тосканский Джан Гастоне издал указ, сделавший почту государственной и детально регулировавший отправку, перевозку и доставку писем. Вначале почта действовала только между Флоренцией, Пизой и Ливорно.
До появления в 1851 году почтовых марок письма обычно отправлялись с оплатой по получении. При этом на конверте ставились различные почтовые пометки вначале от руки, а затем, примерно в 1767 году, — резиновыми штампами с указанием пункта отправления. В 1839 году были введены почтовые пометки с указанием на дату отправления письма почтой. Письма и почтовые пометки Тосканы домарочного периода хорошо освещены в филателистической литературе. Основным источником является труд Паоло Фольмейера «I Bolli Postali Toscani del Periodo Prefilatelico fino al 1851», изданный во Флоренции в 1974 году.

## Международные почтовые договоры
31 декабря 1838 года Тоскана подписала почтовое соглашение с Сардинским королевством, а 8 апреля 1839 года — с Австрийской империей. Этими соглашениями регулировались почтовые тарифы и порядок перевозки почты между этими государствами.
В декабре 1850 года между Тосканой и Австрией был заключён почтовый союз, который послужил основой для итало-австрийской почтовой конвенции, стабилизировавшей почтовые тарифы в этой части Европы. Союз предусматривал также введение почтовых марок. В 1851 году были заключены почтовые конвенции с Сардинией и Францией.

## Выпуски почтовых марок

### Великое герцогство Тосканское
1 апреля 1851 года в обращение вышли первые почтовые марки Тосканы. На них гравёр Джузеппе Нидерост (Giuseppe Niderost) изобразил льва в короне, возложившего лапу на щит с флорентийской лилией (итал. Giglio di Firenze). За основу рисунка была взята скульптура льва периода Ренессанса работы Донателло под названием «Мардзокко», благодаря чему серия первых тосканских марок тоже получила название «Мардзокко». Рисунок был заключён в рамку с надписью итал. «Francobollo postale Toscano» (тосканская почтовая марка). Вначале были выпущены миниатюры номиналом в 1 и 2 сольдо, 2, 4 и 6 краци, а в июле 1852 года — номиналами в 1 и 9 краци. В сентябре того же года Тоскана эмитировала почтовую марку номиналом в 1 каттрино для рассылки газет в ноябре — в 60 краци для международной корреспонденции. В Тосканской лире было 12 краци, или 20 сольдо или 60 каттрино.
Марки были напечатаны типографским способом Ф. Камбиаджи (F. Cambiagi) в типографии Великого герцога во Флоренции, гальваностереотипы для них изготовил М. Алессандри (M. Alessandri) из Флоренции. Марки были беззубцовыми, напечатаны в листах по 240 штук, поделённых на три полосы по 80 марок в каждой. Первый тираж был отпечатан на голубой бумаге, последующие (1853—1855 годов) — на серо-голубой и серой бумаге, с водяными знаками в виде рядов тосканской короны между параллельными линиями.
В 1857 году марки, кроме миниатюр номиналом в 2 сольдо, 9 и 60 краци, были перевыпущены в тех же цветах на белой бумаге с водяным знаком в виде пересекающихся изогнутых ромбов и слов «II E RR POSTE TOSCANE». Этот выпуск, как и предыдущий, был напечатан типографским способом, без зубцов, листами по 240 марок, поделёнными на три полосы по 80 марок в каждой. Расстояния между марками были очень маленькими (½-¾ мм), поэтому марки с неповреждённым при разрезании рисунком редки.
В октябре 1854 года для оплаты налога на газеты была выпущена газетная марка. Она представляла собой отпечаток ручного штемпеля чёрного цвета с надписью в двойном круге «Bollo straordinario per le poste» и номиналом в центре на тонкой цветной бумаге. Существует тет-беш.

### Временное правительство Тосканы
Великий герцог Леопольд II отрёкся от престола 21 июля 1859 года. Трон перешёл к его сыну, Фердинанду IV, который был низложен через 27 дней. В Тоскане было создано временное правительство, страна на короткое время стала частью Объединённых провинций Центральной Италии, недолго существовавшего государства, зависимого от Сардинского королевства. Однако, несмотря на эти события, до конца 1859 года в Тоскане в обращении находились марки Великого герцогства. Более того в июле 1859 года была эмитирована марка номиналом в 9 краци. На сегодняшний день с этой миниатюрой известны только 42 конверта.
С 1 ноября 1859 года в Тоскане была введена сардинская валюта: лира равная 100 чентезимо. В связи с этим 1 января 1860 года была эмитирована новая серия из семи почтовых марок, для которой была использована рамка первых выпусков, но вместо льва было помещено изображение герба Савойской династии. Как и два предшествующих выпуска, марки были напечатаны типографским способом, без зубцов, листами по 240 марок, поделёнными на три полосы по 80 марок в каждой. Марка в 40 чентезимо использовалась в разрезанном виде.
В марте 1860 года Тоскану аннексировала Сардиния. С 1 мая 1861 года на территории Тосканы в обращение поступили почтовые марки Сардинии, а с 1862 года — Королевства Италия. Марки Тосканы были изъяты из обращения 31 декабря 1861 года. Известны смешанные франкировки.

## Филателистические аспекты
Почтовые марки Тосканы входят в число самых высоко ценимых и собираемых классических марок и хорошо изучены филателистами. Основным исследованием по ним является работа Ф. Баргальи Петруччи (F. Bargagli Petrucci) «I Bolli Postali Toscani del Periodo Filatelico dal 1851» («Тосканские почтовые марки филателистического периода с 1851 года», 1976).
Почтовая марка временного правительства Тосканы из выпуска 1860 года самого высокого номинала — в три лиры, негашёная в отличном состоянии является самой ценной итальянской маркой. Хотя такой номинал использовался очень редко, до наших дней сохранилось всего лишь несколько экземпляров. По каталогу «Михель» 2009 года миниатюра, не прошедшая почту, оценивается в 160 тысяч евро, а гашёная — в 70 тысяч, с широким полем по краю ценятся ещё выше, так как большинство марок Тосканы имеют узкие поля. Известен новодел марки в три лиры, основным отличием которого является водяной знак в виде короны, вместо волнистых линий подлинной марки.

## Фальсификации
Почтовые марки Тосканы подделывались много раз для филателистического рынка. Фернан Серран писал в 1927 году:

«Чтобы подробно описать более 100 или около того подделок первых двух выпусков Тосканы, понадобится небольшая книга».
Оригинальный текст (англ.)"A small book would be needed to describe in detail the more than 100 or so counterfeits of the first two Tuscany issues»."